# 迪耶瓦勒
迪耶瓦勒（法語：Diéval，法語發音：[djeval]）是法国上法兰西大区加来海峡省的一个市镇，属于贝蒂讷区。

## 地理
迪耶瓦勒（50°26'5"N, 2°26'57"E）面积12 平方千米，位于法国上法蘭西大區加来海峡省，该省份为法国北部沿海省份，西北濒北海，南至索姆省，东临北部省。
与迪耶瓦勒接壤的市镇（或旧市镇、城区）包括：康布兰沙特兰、乌尔通、拉蒂约卢瓦、巴瑞、布尔、拉孔泰。

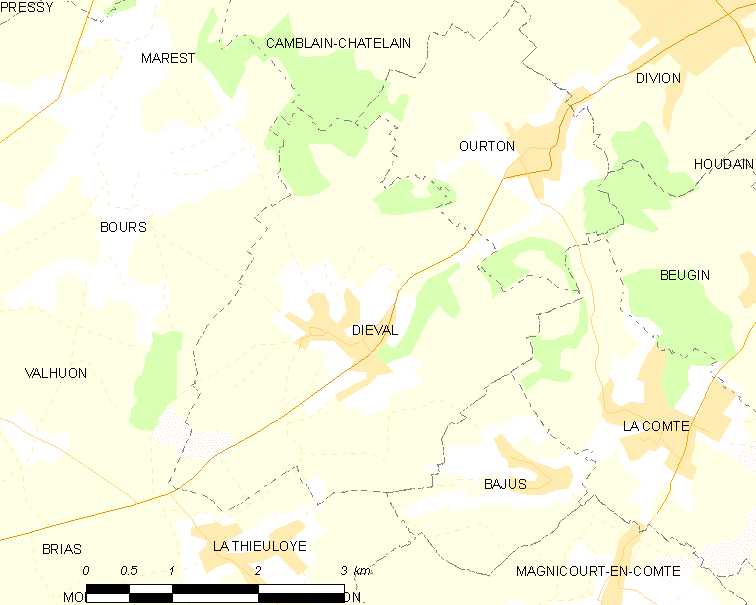
迪耶瓦勒的OSM定位图

迪耶瓦勒的时区为UTC+01:00、UTC+02:00（夏令时）。

## 行政
迪耶瓦勒的邮政编码为62460，INSEE市镇编码为62269。

## 政治
迪耶瓦勒所属的省级选区为欧谢勒县。

## 人口

1962-2008年间迪耶瓦勒人口变化图示

迪耶瓦勒于2022年1月1日时的人口数量为715人。